# Jon Bing
Jon Bing (Tønsberg, 30 de abril de 1944 — Oslo, 14 de janeiro de 2014) foi um escritor, jurista e professor de direito norueguês vinculado ao Centro Norueguês de Pesquisa em Computação e Direito (NRCCL) e a Faculdade de Direito da Universidade de Oslo.
É considerado um pioneiro em direito da tecnologia da informação. Recebeu o grau de doutor honoris causa pela Universidade de Estocolmo e também pela Universidade de Copenhague, e foi professor visitante no Kings College, Universidade de Londres. Entre 1981 e 1982, ele foi o diretor do Comitê de Processamento de Dados Legais do Conselho da Europa. Entre 1993 e 2000, presidiu o Conselho Norueguês de Cultura.
Foi membro da Academia Norueguesa de Letras e Ciências.
Juntamente com Tor Åge Bringsværd e outros estudantes da Universidade de Oslo, Jon Bing iniciou um grupo chamado Aniara, que era um clube de fãs de ficção científica. Era frequente sua presença na mídia como comentarista sobre o assunto. Publicou vários livros, tanto obras de ficção quanto não-ficção.
Bing era envolvido em vários assuntos, especialmente na área da tecnologia. Apareceu, por exemplo, em programa especial de televisão sobre o primeiro computador pessoal da Noruega. Era uma personalidade muito admirada pela opinião pública de seu país, frequentemente sendo convidado a opinar sobre diversos assuntos, como propriedade intelectual, novas tecnologias e suas implicações jurídicas. Opinou sobre ética em relação à tecnologia, copyright, e o futuro em geral. Era considerado um dos nerds da velha guarda.
Seu estilo de escrita era tranquilo, e às vezes sonhador. Seus personagens frequentemente eram pessoas à margem da sociedade e que buscavam o impossível.
Costumava abrir as portas de sua residência aos seus alunos, ex-alunos e amigos, sempre às primeiras segundas-feiras de cada mês, no que ficou conhecido como Klubbing, ou Monday Club. Na ocasião, servia a seus convidados vinho e algo da culinária norueguesa.
Jon Bing faleceu aos 69 anos de idade em 2014.